# Der Graf
Бернд Хайнрих, более известен как Дер Граф (род. 1970, Ахен или Вюрзелен) — немецкий музыкант, основатель, вокалист, фронтмен и автор песен группы Unheilig.

## Биография
Дер Граф раскрывает мало информации о своей личной жизни. Его имя и дата рождения точно не известны. В сообщениях прессы иногда упоминается настоящее имя Бернд Хайнрих Граф, поскольку это имя было использовано таблоидом Bild. В реестре товарных знаков среди прочих находится товарный знак Unheilig, зарегистрированный на имя Bernd Graf. Кроме того, ходят и другие предположения.
Перед тем, как пойти в школу, Дер Граф ходил в католический детский сад и пел в церковном хоре. В детстве он сильно заикался, и другие дети его дразнили. Перед тем как начать свою музыкальную карьеру, Дер Граф закончил свое обучение на зубного техника, которое он прервал, чтобы посвятить себя четырём годам в армии. Затем он прошел обучение на отоларинголога. Вместе с Грантом Стивенсом и продюсером Хосе Альварес-Бриллем в 1999 году он основал группу Unheilig. Первый сингл группы под названием Sage Ja! («Скажи „Да“!») был выпущен в 2000 году, сразу стал хитом и вошел в чарты альтернативного рока. В 2001 году на рынок вышел дебютный альбом группы, Phosphor, который ещё больше расширил путь между электронным звуком и дарк-рок-музыкой, за ним в апреле 2003 года вышел Das 2. Gebot («2-я заповедь»).
Тем временем, Дер Граф решил идти по музыкальному пути Unheilig самостоятельно, не идя на компромиссы. Он работал только с приглашенными музыкантами во время живых выступлений. В Zelluloid (2004) Unheilig показали себя немного более рок-н-ролльными, но не отрываясь от своих корней, что Граф видит в «черной готической сцене». С альбомом Moderne Zeiten Unheilig были гостями на многих фестивалях альтернативной и «черной» сцен. В 2008 году вышел альбом Puppenspiel, а в 2010 году — альбом Grosse Freiheit. Альбом получил семь платиновых статусов в Германии, трижды платиновые в Австрии и дважды платиновые в Швейцарии. В августе 2010 года он заменил «Ö» Герберта Грёнемайера как альбом немецкого исполнителя, который дольше всех занимал первое место в немецких альбомных чартах с начала определения недельного чарта: с перерывами он был на вершине чартов в течение 23 недель. Grosse Freiheit стал самым успешным альбомом 2010 года в Германии. На сегодняшний день он был продан более двух миллионов раз. В 2012 году вышел альбом Lichter der Stadt. 5 октября 2014 года Дер Граф объявил о завершении своей карьеры в Unheilig в открытом письме. В период с мая по сентябрь 2016 года Дер Граф отправился в тур под названием Ein letztes Mal, который завершился 10 сентября 2016 года на стадионе Рейн Энерги в Кёльне.
С 2016 года Граф писал песни для певицы Сотирии.

## Социальная активность
С 2010 года Der Graf поддерживает ассоциацию Herzenswunsch e. В. (Мюнстер) для тяжелобольных детей. За это он получил Почетное эхо социальной ответственности в 2012 году. С мая 2012 года он является послом Фонда «Услышь мир», всемирной инициативы бренда Sonova Phonak, посвященной теме слуха и просвещающей людей по вопросам потери слуха. 7 декабря 2013 года Дер Граф был награждён Национальной премией KIND от ассоциации Kinderlachen за свою волонтерскую работу в Herzenswünsch e. В., а также за его обязательства в рамках Die Grafschaft.